# Třída R (1926)
Třída R byla třída ponorek peruánského námořnictva, postavená americkou loděnicí Electric Boat. Celkem byly postaveny čtyři jednotky této třídy. Ve službě byly v letech 1926–1958.

## Stavba
Čtyři ponorky této třídy postavila americká loděnice Electric Boat Company v Grotonu. Konstrukčně vycházely z americké třídy R. Do služby byly přijaty v letech 1926–1928. Plánována byla ještě stavba páté a šesté jednotky, ty však nakonec nebyly objednány.
Jednotky třídy R:
| Jméno | Spuštěna          | Dodání            | Poznámky                             |
| ----- | ----------------- | ----------------- | ------------------------------------ |
| R1    | 12. července 1926 | 12. prosince 1926 | Od roku 1957 Islay. Vyřazena 1958.   |
| R2    | 29. března 1926   | 12. prosince 1926 | Od roku 1957 Casma. Vyřazena 1958.   |
| R3    | 21. dubna 1928    | listopad 1928     | Od roku 1957 Pacocha. Vyřazena 1958. |
| R4    | 10. května 1928   | listopad 1928     | Od roku 1957 Arica. Vyřazena 1958.   |

## Konstrukce
Ponorky nesly jeden 76mm kanón a čtyři příďové 533mm torpédomety se zásobou osmi torpéd. Pohonný systém tvořily dva diesely Nelseco o výkonu 800 bhp a dva elektromotory o výkonu 1000 hp, pohánějící dva lodní šrouby. Nejvyšší rychlost dosahovala 14,5 uzlu na hladině a 9,5 uzlu pod hladinou. Dosah byl 8000 námořních mil při rychlosti 10 uzlů na hladině. Operační hloubka ponoru dosahovala 60 metrů.